# Haileyville (Oklahoma)
Haileyville es una ciudad ubicada en el condado de Pittsburg en el estado estadounidense de Oklahoma. En el año 2010 tenía una población de 813 habitantes y una densidad poblacional de 301,11 personas por km².

## Geografía
Haileyville se encuentra ubicada en las coordenadas 34°51′14″N 95°34′44″O / 34.853929, -95.578778.

## Demografía
Según la Oficina del Censo en 2000 los ingresos medios por hogar en la localidad eran de $26,833 y los ingresos medios por familia eran $29,600. Los hombres tenían unos ingresos medios de $29,688 frente a los $22,500 para las mujeres. La renta per cápita para la localidad era de $13,326. Alrededor del 17.7% de la población estaban por debajo del umbral de pobreza.